# Finlàndia Pròpia
Finlàndia Pròpia o Finlàndia del Sud-oest (en finès: Varsinais-Suomi i en suec: Egentliga Finland) és una regió del sud-oest de Finlàndia, la tercera més poblada del país amb capital a Turku.

## Geografia
Se situa a la unió del Golf de Finlàndia i el Golf de Botnia, Finlàndia Pròpia pertanyia a la província de Finlàndia Occidental fins a final de 2009. La regió limita al nord amb Satakunta i Pirkanmaa, a l'est amb Tavastia Pròpia i Uusimaa. Dos terços de la població resideixen a l'aglomeració de Turku o als afores immediates. L'interior està poc poblat, ja que és un altiplà poc elevat (100 m d'altitud) que és el lloc de naixença de diversos rius de mitjana importància (els més notables que són el Paimionjoki i l'Aurajoki). Aquests descendeixen en pendent suau cap al mar seguint un eix NE-SO. Els pujols són poc elevats (màxim de 159 m a Succint) però el relleu és no obstant aparent, contrastant amb les zones més planes d'Ostrobòtnia o Satakunta. La zona costanera i les valls principals estan molt poblades, seu de totes les ciutats principals, Salo, Paimio, Uusikaupunki i per descomptat Turku. La part sud-oest de la regió està formada per l'Arxipèlag finlandès, oferint la vista d'una de les costes més retallades del món, amb milers d'illes, globalment poc poblades, excepte a l'estiu, a causa del gran nombre de residències secundàries construïdes a l'arxipèlag.

## Municipis
La Regió de Finlàndia Pròpia està dividida en 28 municipis, dels quals, 11 són ciutats.

### Ciutats

Finlàndia Pròpia subregions, ciutats i municipis

| - Turku - Salo - Raisio - Kaarina - Naantali - Uusikaupunki | - Pargas - Loimaa - Paimio - Somero - Laitila |

### Altres municipis
| - Aura - Kimitoön - Koski Tl - Kustavi - Lieto - Marttila - Masku - Mynämäki - Nousiainen | - Oripää - Pyhäranta - Pöytyä - Rusko - Sauvo - Taivassalo - Tarvasjoki - Vehmaa |